# نائیری هونانیان
نائیری هونانیان (ارمنی: Նաիրի Հունանյան؛ زادهٔ ۸ دسامبر ۱۹۶۵) یک حمله مسلحانه به مجلس ملی جمهوری ارمنستان را در تاریخ ۲۷ اکتبر ۱۹۹۹ رهبری نمود.

## زندگی‌نامه
هونانیان در سال ۱۹۶۵ در ایروان به دنیا آمد؛ و از دانشکده علوم زبانی دانشگاه دولتی ایروان فارغ‌التحصیل شد. در سال ۱۹۸۸ وی یک شرکت‌کننده فعال جنبش آزادی‌بخش ملی ارمنی شد و یکی از بانیان اتحادیه دانشجویان ارمنی (Alliance of Armenian Students) بود. وی عضو فدراسیون انقلابی ارمنی بود. دیرتر وی آژانس اطلاعاتی هوریزون (Horizon information agency) را بنیانگذاری و مدیریت نمود. بین سال‌های ۱۹۹۴ تا ۱۹۹۷ میلادی وی در شبه‌جزیره کریمه اوکراین زندگی می‌کرد و در یک مدرسه در یفپاتوریا، زبان ارمنی را تدریس می‌نمود. وی در سال ۱۹۹۷ به ارمنستان بازگشت.